# Pont del Ferrocarril (Riga)
El Pont del Ferrocarril en letó:  Dzelzceļa tilts tiltas) és un pont que creua el riu Daugava a Riga, capital de Letònia.
El primer pont ferroviari de Pont de ferro a Riga, de més de 600 fathom de longitud, va ser erigit el 1871-1872 per la línia de ferrocarril Riga - Jelgava.
El nou pont va ser inaugurat el 1914, va patir dos bombardejos durant la Primera Guerra Mundial el 1917 i la Segona Guerra Mundial el 1944, i va ser reconstruït en ambdues ocasions. El pont és avui dia l'únic pont de ferrocarril a Riga.

## Galeria

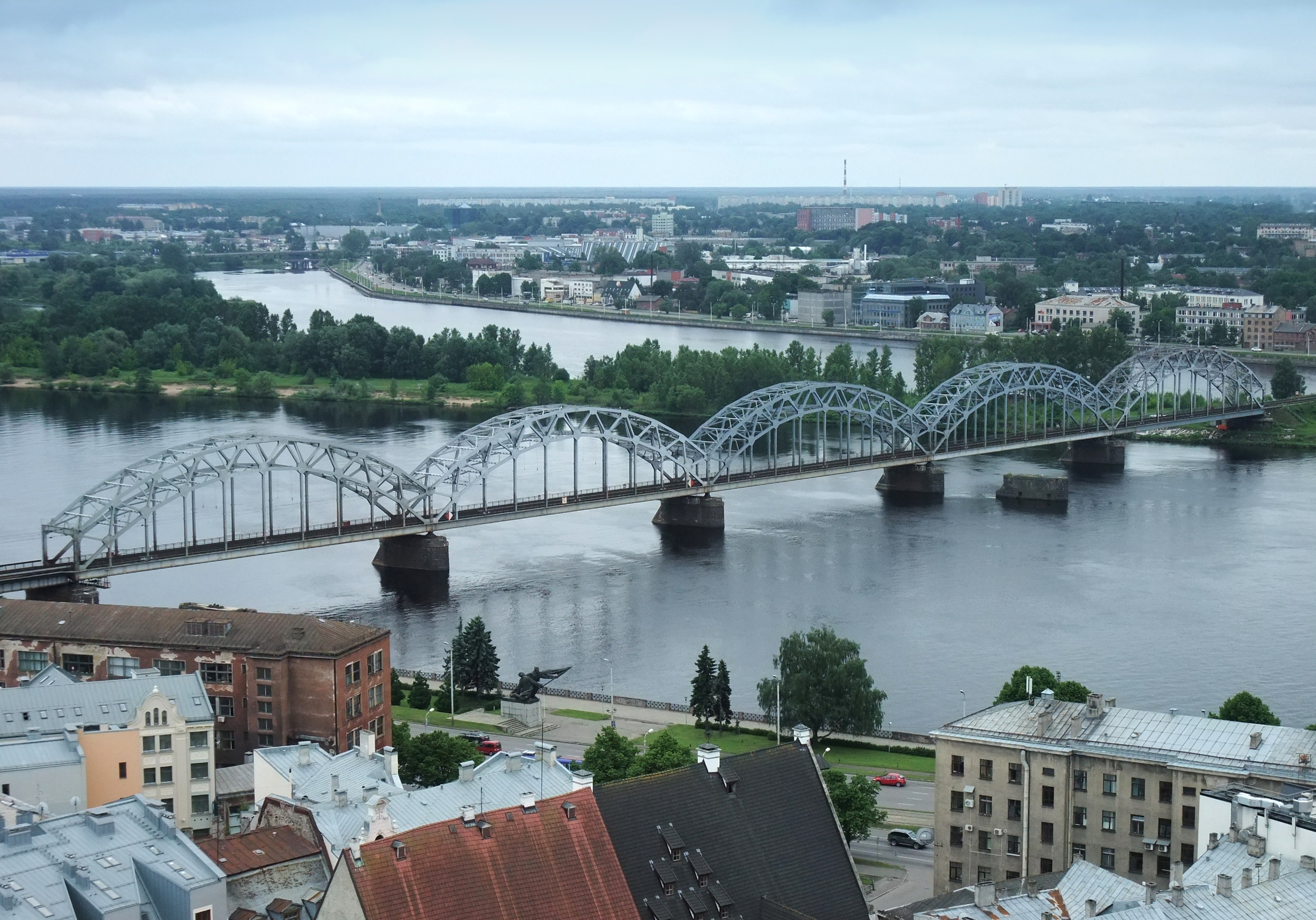
Pont actual
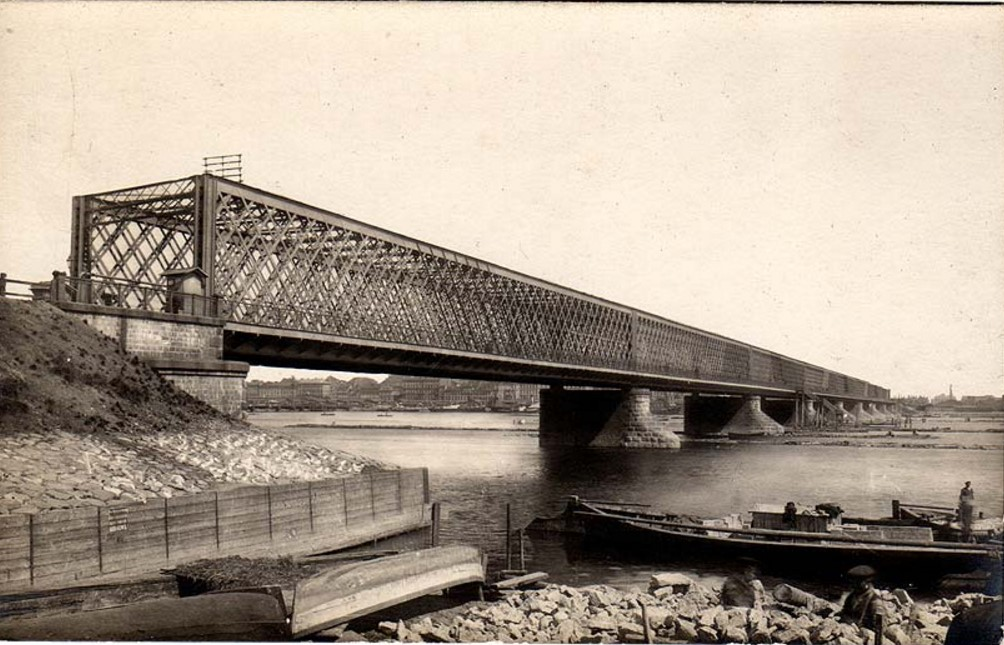
Pont de Ferro erigit el 1871-1872
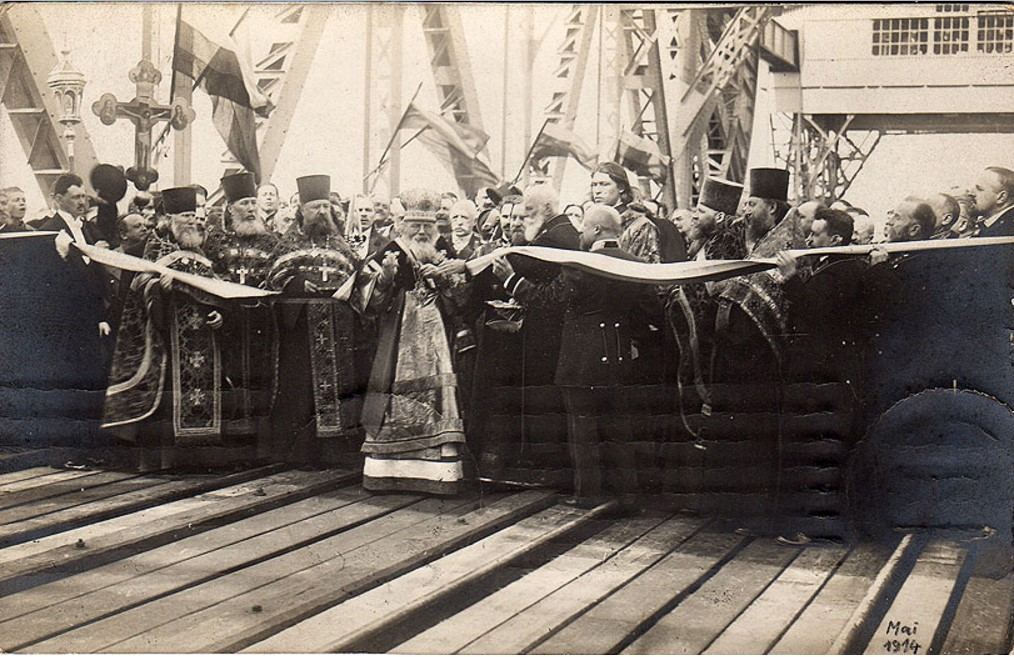
Inauguració del pont el 1914
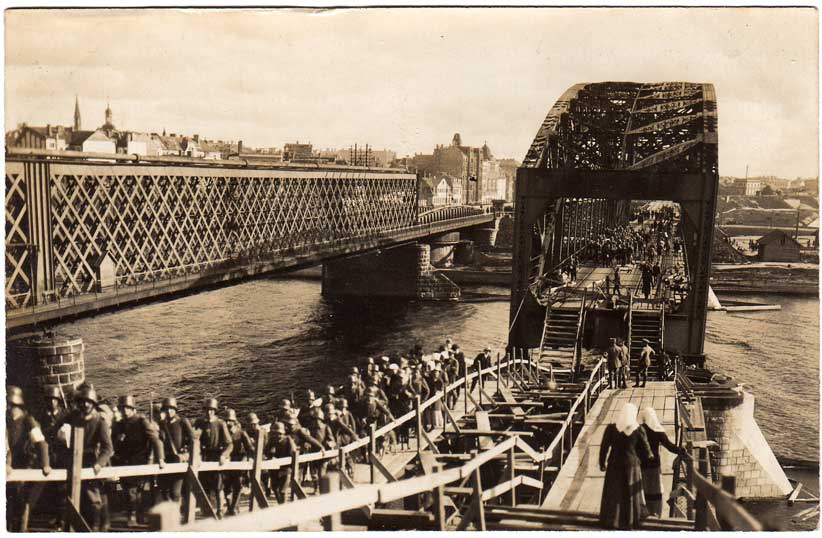
Tropes alemanyes creuant el pont l'any 1917

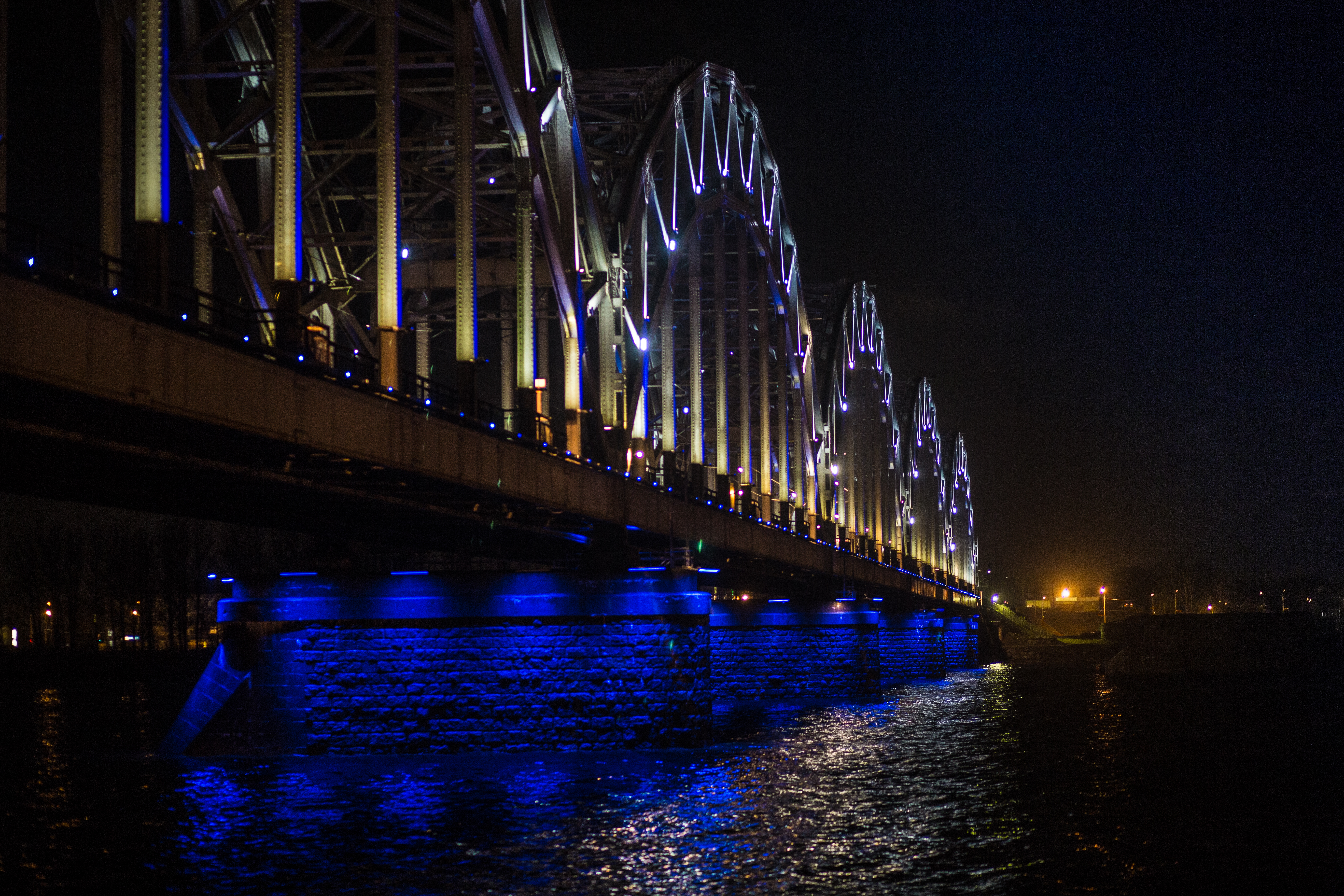
Pont del Ferrocarril